# Liste der Stolpersteine in Anderlecht

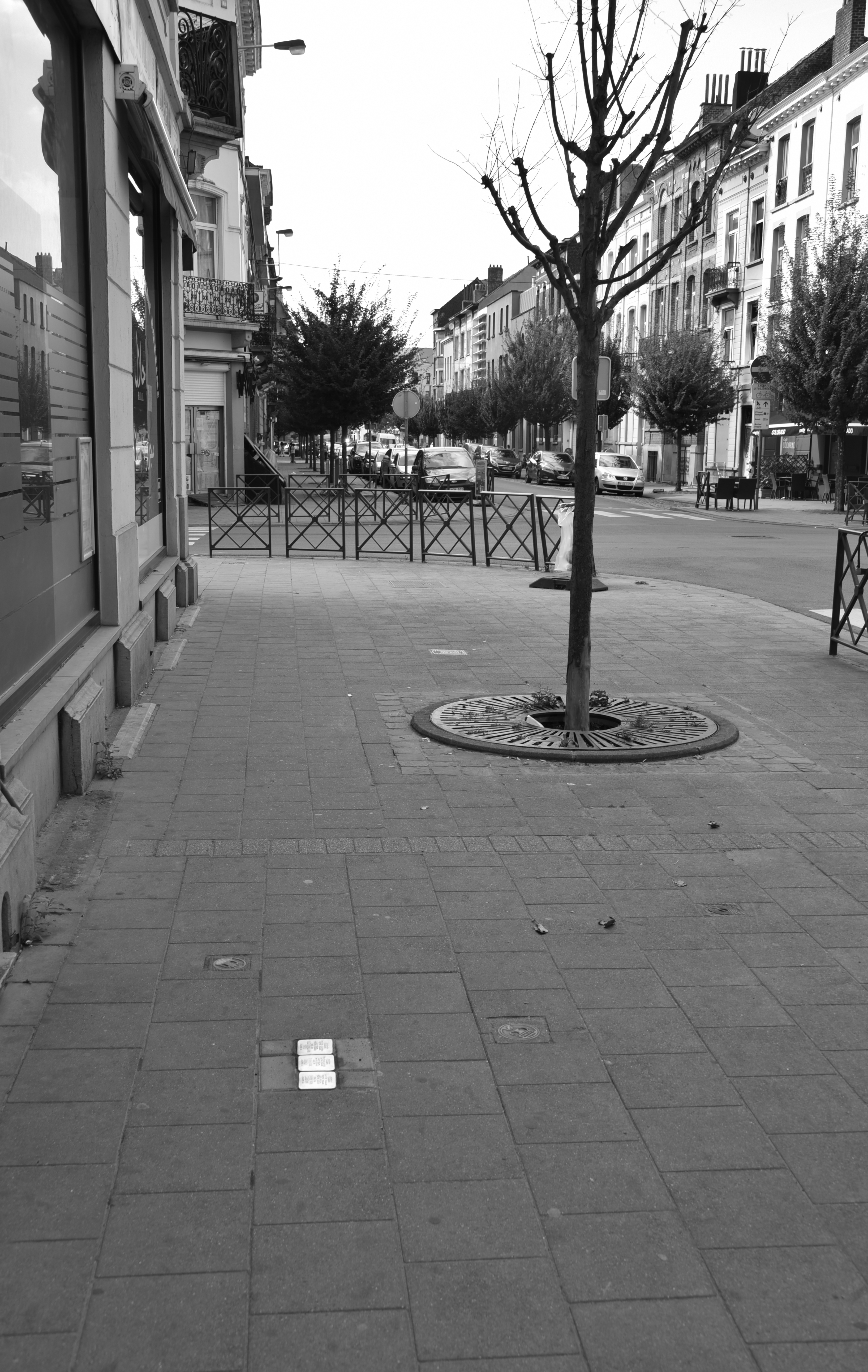
Stolpersteine in Anderlecht

Die Liste der Stolpersteine in Anderlecht umfasst jene Stolpersteine, die vom Kölner Künstler Gunter Demnig in der belgischen Gemeinde Anderlecht verlegt wurden. Anderlecht ist eine von 19 Gemeinden der zweisprachigen Region Brüssel-Hauptstadt. Stolpersteine erinnern an das Schicksal von Menschen aus dieser Region, die von Nationalsozialisten ermordet, deportiert, vertrieben oder in den Suizid getrieben worden sind. Sie wurden von Gunter Demnig verlegt, im Regelfall vor dem letzten selbstgewählten Wohnort des Opfers.

## Verlegte Stolpersteine
In Anderlecht wurden bisher 39 Stolpersteine an 24 Adressen verlegt.
| Stolperstein | Übersetzung | Verlegeort                  | Name, Leben                                    |
| ------------ | --- | --------------------------- | ---------------------------------------------- |
|              | HIER WOHNTE DAVID BIBROWSKI GEBOREN 1919 POLEN VERHAFTET AUGUST 1942 INTERNIERT IN MECHELEN DEPORTIERT 4.8.1942 AUSCHWITZ ERMORDET                                                                | Rue Memling 39              | David Bibrowski (1919–1942/45)                 |
|              | HIER WOHNTE NATAN BIBROWSKI GEBOREN 1925 POLEN VERHAFTET AUGUST 1942 INTERNIERT IN MECHELEN DEPORTIERT 4.8.1942 AUSCHWITZ ERMORDET                                                                | Rue Memling 39              | Nathan Bibrowski (1925–1942/45)                |
|              | HIER WOHNTE IDA BRAWERMAN GEBOREN 1898 RUSSLAND WIDERSTANDSKÄMPFERIN VERHAFTET 22.6.1944 INTERNIERT IN MECHELEN DEPORTIERT 1944 AUSCHWITZ BERGEN-BELSEN RAVENSBRÜCK ERMORDET                      | Rue Dr de Meersman 45       | Ida Brawerman (1898–1944/45)                   |
|              | HIER WOHNTE MARCEL DANEELS GEBOREN 1905 WIDERSTANDSKÄMPFER VERHAFTET 22.7.1943 FÜSILIERT 6.3.1944 TIR NATIONAL                                                                                    | Chaussee de Mons 1115       | Marcel Daneels (1905–1944)                     |
|              | HIER WOHNTE RACHEL EHRENRAICH- GOLDBERG GEBOREN 1903 VERHAFTET 25.9.1942 INTERNIERT IN MECHELEN DEPORTIERT 26.9.1942 AUSCHWITZ ERMORDET                                                           | Rue Sergent De Bruyne 55    | Rachel Ehrenraich-Goldberg (1903–1942/1945)    |
|              | HIER WOHNTE EDMOND EYCKEN GEBOREN 1897 WIDERSTANDSKÄMPFER VERHAFTET 27.9.1942 FÜSILIERT 15.5.1943 TIR NATIONAL                                                                                    | Rue Jakob Smits 85          | Edmond Eycken (1897–1943)                      |
|              | HIER WOHNTE SAMY FRAYMAN GEBOREN 1929 VERHAFTET JULI 1944 INTERNIERT IN NAMUR DEPORTIERT 1944 AUSCHWITZ ERMORDET AUGUST 1944 MAUTHAUSEN                                                           | Rue Jorez 4                 | Samy Frayman (1929–1944)                       |
|              | HIER WOHNTE MINNA FRIEDMANN- STEINITZ GEBOREN 1905 IN POLEN VERHAFTET 15.10.1942 INTERNIERT IN MECHELEN DEPORTIERT 1942 AUSCHWITZ ERMORDET                                                        | Rue Brogniez 172            | Minna Friedmann-Steinitz (1905–1942/45)        |
|              | HIER WOHNTE MAX (SALLY) GOUDSMIT GEBOREN 1911 SAINT-GILLES WIDERSTANDSKÄMPFER VERHAFTET 7.9.1942 LIÈGE ERMORDET 10.9.1942                                                                         | Avenue d'Itterbeek 289      | Max (Sally) Goudsmit (1911–1942)               |
|              | HIER WOHNTE CAMILLE DE KONINCK GEBOREN 1905 WIDERSTANDSKÄMPFER VERHAFTET 23.2.1943 FÜSILIERT 30.9.1943 BREENDONK TIR NATIONAL                                                                     | Plaine des Loisirs 16       | Camille de Koninck (1905–1943)                 |
|              | HIER WOHNTE ARON KUPERMINC GEBOREN 1912 IN POLEN VERHAFTET 7.4.1943 INTERNIERT IN MECHELEN DEPORTIERT 19.4.1943 AUSCHWITZ ÜBERLEBENDER                                                            | Rue Lieutenant Liedel 16    | Aron Kupferminc (1912–?)                       |
|              | HIER WOHNTE HILDA KUPERMINC GEBOREN 1939 VERHAFTET 7.4.1943 INTERNIERT IN MECHELEN DEPORTIERT 19.4.1943 AUSCHWITZ ERMORDET                                                                        | Rue Lieutenant Liedel 16    | Hilda Kupferminc (1939–1943/45)                |
|              | HIER WOHNTE LAJBUS KUPERMINC GEBOREN 1889 IN POLEN VERHAFTET 7.4.1943 INTERNIERT IN MECHELEN DEPORTIERT 19.4.1943 AUSCHWITZ ERMORDET                                                              | Rue Lieutenant Liedel 16    | Lajbus Kupferminc (1889–1943/45)               |
|              | HIER WOHNTE SARA KUPERMINC GEBOREN 1889 IN POLEN VERHAFTET 7.4.1943 INTERNIERT IN MECHELEN DEPORTIERT 19.4.1943 AUSCHWITZ ERMORDET                                                                | Rue Lieutenant Liedel 16    | Sara Kupferminc (1889–1943/45)                 |
|              | HIER WOHNTE CHAWA LAJA KUPERMINC- AJZENFISZ GEBOREN 1914 IN POLEN VERHAFTET 7.4.1943 INTERNIERT IN MECHELEN DEPORTIERT 19.4.1943 AUSCHWITZ ERMORDET                                               | Rue Lieutenant Liedel 16    | Chawa Laja Kupferminc-Ajzenfisz (1914–1943/45) |
|              | HIER WOHNTE BERCK LACHMAN GEBOREN 1890 POLEN VERHAFTET 5.10.1942 INTERNIERT IN MECHELEN 12.4.1943 DEPORTIERT 1943 AUSCHWITZ ÜBERLEBENDER                                                          | Rue Rossini 56              | Berck Lachman (1890–?)                         |
|              | HIER WOHNTE DAVID LACHMAN GEBOREN 1924 VERHAFTET 19.4.1944 IM BEWAFFNETEN WIDERSTAND INTERNIERT IN MECHELEN DEPORTIERT 1944 AUSCHWITZ ÜBERLEBENDER                                                | Rue Rossini 56              | David Lachman (1924–?)                         |
|              | HIER WOHNTE ICCHOK LACHMAN GEBOREN 1929 VERHAFTET 12.4.1943 INTERNIERT IN MECHELEN DEPORTIERT 1943 AUSCHWITZ ERMORDET                                                                             | Rue Rossini 56              | Icchok Lachman (1929–1943/45)                  |
|              | HIER WOHNTE GOLDA NAJMILLER- ROSENBERG GEBOREN 1884 VERHAFTET 4.9.1942 INTERNIERT IN MECHELEN DEPORTIERT 1942 AUSCHWITZ ERMORDET 14.9.1942                                                        | Rue Bara 25                 | Isidore Mendrowski (1926–1942/45)              |
|              | HIER WOHNTE MOSIEK NAJMILLER GEBOREN 1873 VERHAFTET 4.9.1942 INTERNIERT IN MECHELEN DEPORTIERT 1942 AUSCHWITZ ERMORDET 14.9.1942                                                                  | Rue Brogniez 114            | Mosiek Najmiller (1873–1942)                   |
|              | HIER WOHNTE GOLDA NAJMILLER- ROSENBERG GEBOREN 1884 VERHAFTET 4.9.1942 INTERNIERT IN MECHELEN DEPORTIERT 1942 AUSCHWITZ ERMORDET 14.9.1942                                                        | Rue Brogniez 114            | Golda Najmiller-Rosenberg (1884–1942)          |
|              | HIER WOHNTE SALOMON NYSENHOLC GEBOREN 1904 POLEN VERHAFTET 9.9.1942 INTERNIERT IN MECHELEN DEPORTIERT 12.9.1942 AUSCHWITZ ERMORDET                                                                | Avenue Clemenceau 96        | Salomon Nysenholc (1904–1942/45)               |
|              | HIER WOHNTE LEA NYSENHOLC- FRYDMAN GEBOREN 1909 POLEN VERHAFTET 9.9.1942 INTERNIERT IN MECHELEN DEPORTIERT 12.9.1942 AUSCHWITZ ERMORDET                                                           | Avenue Clemenceau 96        | Lea Nysenholc-Frydman (1904–1942/45)           |
|              | HIER WOHNTE ARMAND VAN PRAAG GEBOREN 1926 VERHAFTET 3.9.1943 'AKTION ILTIS' INTERNIERT IN MECHELEN DEPORTIERT 20.9.1943 AUSCHWITZ ERMORDET                                                        | Rue Rossini 41              | Armand van Praag (1926–1943/45)                |
|              | HIER WOHNTE HERMAN VAN PRAAG GEBOREN 1879 NIEDERLANDE VERHAFTET 17.9.1942 INTERNIERT IN MECHELEN DEPORTIERT 26.9.1942 AUSCHWITZ ERMORDET                                                          | Rue Georges Moreau 51       | Herman van Praag (1879–1942/45)                |
|              | HIER WOHNTE MAURICE VAN PRAAG GEBOREN 1902 VERHAFTET 3.9.1943 'AKTION ILTIS' INTERNIERT IN MECHELEN DEPORTIERT 20.9.1943 AUSCHWITZ ERMORDET                                                       | Rue Rossini 41              | Maurice van Praag (1926–1943/45)               |
|              | HIER WOHNTE HENRIETTE VAN PRAAG-EBERS GEBOREN 1879 VERHAFTET 17.9.1942 INTERNIERT IN MECHELEN DEPORTIERT 26.9.1942 AUSCHWITZ ERMORDET                                                             | Rue Georges Moreau 51       | Henriette van Praag-Ebers (1879–1942/45)       |
|              | HIER WOHNTE FLORA VAN PRAAG-EFIRA GEBOREN 1906 VERHAFTET 3.9.1943 'AKTION ILTIS' INTERNIERT IN MECHELEN DEPORTIERT 20.9.1943 AUSCHWITZ ERMORDET                                                   | Rue Rossini 41              | Flora van Praag-Efira (1926–1943/45)           |
|              | HIER WOHNTE EUGÈNE PREDOM GEBOREN 1915 VERHAFTET 18.11.1942 FÜSILIERT 13.1.1943 BREENDONK TIR NATIONAL                                                                                            | Rue Bara 216                | Eugène Predom (1915–1943)                      |
|              | HIER WOHNTE JEAN PRUIN GEBOREN 1909 WIDERSTANDSKÄMPFER VERHAFTET 19.9.1943 FÜSILIERT 30.11.1943 BREENDONK TIR NATIONAL                                                                            | Place Bizet 47              | Jean Pruin (1909–1943)                         |
|              | HIER WOHNTE SAMUEL ROSEN GEBOREN 1909 DEUTSCHLAND WIDERSTANDSKÄMPFER VERHAFTET 24.4.1944 INTERNIERT IN MECHELEN DEPORTIERT 19.5.1944 AUSCHWITZ TODESMARSCH FLOSSENBÜRG, DACHAU ERMORDET 18.4.1945 | Rue Rossini 8               | Samuel Rosen (1909–1945)                       |
|              | HIER WOHNTE FISZEL ROSINSKI GEBOREN 1906 VERHAFTET 9.2.1944 INTERNIERT IN MECHELEN DEPORTIERT 1944 AUSCHWITZ ERMORDET SEPT. 1944                                                                  | Avenue Clemenceau 93        | Fiszel Rosinski (1906–1944)                    |
|              | HIER WOHNTE DOUNIA SADOWSKI GEBOREN 1920 MOLENBEEK VERHAFTET 14.12.1943 INTERNIERT IN MECHELEN BEFREIT 14.2.1944 AUF BETREIBEN VON KÖNIGIN ELISABETH                                              | Rue Dr de Meersman 45       | Dounia Sadowski (1920–?)                       |
|              | HIER WOHNTE JOSEPH SADOWSKI GEBOREN 1892 RUSSLAND VERHAFTET 22.6.1944 INTERNIERT IN MECHELEN DEPORTIERT 1944 AUSCHWITZ ERMORDET 3.5.1945                                                          | Rue Dr de Meersman 45       | Joseph Sadowski (1892–1945)                    |
|              | HIER WOHNTE BEREK SWIATLOWSKI GEBOREN 1905 VERHAFTET 12.9.1942 INTERNIERT IN MECHELEN DEPORTIERT 15.9.1942 AUSCHWITZ ERMORDET 25.2.1943                                                           | Rue Jorez 47                | Berek Swiatlowski (1905–1943)                  |
|              | HIER WOHNTE PESAH SWIATLOWSKI- KORONCZYK GEBOREN 1913 VERHAFTET 12.9.1942 INTERNIERT IN MECHELEN DEPORTIERT 15.9.1942 ERMORDET IN AUSCHWITZ                                                       | Rue Jorez 47                | Pesah Swiatlowski-Koronczyk (1913–1942/45)     |
|              | HIER WOHNTE WOLF SWIERCZYNSKI GEBOREN 1913 VERHAFTET 15.8.1942 INTERNIERT IN MECHELEN DEPORTIERT 18.8.1942 AUSCHWITZ ERMORDET 21.10.1942                                                          | Boulevard de la Révision 28 | Wolf Swierczynski (1913–1942)                  |
|              | HIER WOHNTE TOBA WAJSBORT- LEWENKRON GEBOREN 1905 IN POLEN VERHAFTET 5.5.1943 INTERNIERT IN MECHELEN DEPORTIERT 1943 AUSCHWITZ ERMORDET                                                           | Rue Auguste Gevaert 32      | Toba Wajsbort-Lewenkron (1908–1945)            |
|              | HIER WOHNTE BEREK ZALCBERG GEBOREN 1910 VERHAFTET 31.7.1942 INTERNIERT IN MECHELEN DEPORTIERT 26.9.1942 AUSCHWITZ BUCHENWALD UMGEKOMMEN 10.5.1945 DACHAU IM AMERIKANISCHEN SPITAL                 | Rue Ruysdael 17             | Berek Zalcberg (1910–1945)                     |

## Verlegedaten
- 13. Mai 2009: Rue Jorez 47
- 3. August 2010: Avenue Clemenceau 93, Rue Jorezt 4[1]
- vor Juni 2011: Rue Brogniez 114
- 20. Juli 2011: Avenue Clemenceau 96, Avenue d'Itterbeek 289, Rue Memling 39
- 24. Juni 2012: Rue Sergent De Bruyne 55
- 23. Oktober 2013: Boulevard de la Révision 28, Rue Ruysdael 17
- 30. Oktober 2014: Rue Rossini 56 (David und Icchok Lachman)
- 3. November 2015: Rue Rossini 8, Rue Rossini 56 (Berck Lachman)
- 11. Februar 2018: Rue Georges Moreau 51, Rue Rossini 41
- 8. November 2018: Chaussee de Mons 1115, Place Bizet 47, Plaine des Loisirs 16, Rue Bara 216, Rue Jakob Smits 85, Lustplein 16
- 17. Oktober 2019: Rue Dr de Meersman 45
- 19. November 2021: Rue Bara 25